# Per un pugno di dollari
Per un pugno di dollari è un film del 1964 co-scritto e diretto da Sergio Leone.
Si tratta del primo film della cosiddetta trilogia del dollaro, interpretata da Clint Eastwood, che comprende anche Per qualche dollaro in più (1965) e Il buono, il brutto, il cattivo (1966).
Caposaldo del genere spaghetti western, viene erroneamente considerato il primo film del genere; in Europa, prima del 1964 erano già usciti diversi western di questo tipo, senza però riscontrare lo stesso successo. Remake non dichiarato di La sfida del samurai (Yojimbo) di Akira Kurosawa, Per un pugno di dollari reinventò il genere western, ormai in declino, ridefinendone gli archetipi. La colonna sonora, che ebbe un grande successo anche sul mercato discografico, è celebre per il brano fischiato, eseguito dal maestro Alessandro Alessandroni.
Volendo far credere al pubblico che il film fosse di produzione statunitense, molti membri della troupe e del cast si diedero finti nomi inglesi. Sergio Leone usò il nome Bob Robertson (in memoria di suo padre Vincenzo, noto con il nome d'arte di Roberto Roberti), Ennio Morricone firmò la colonna sonora con lo pseudonimo Dan Savio (ma in alcuni titoli è rinominato Leo Nichols), mentre Gian Maria Volonté appare con il nome John Wells.

## Trama

Residenza della famiglia Rojo

Messico, seconda metà dell'Ottocento. Un solitario pistolero statunitense, che viene chiamato "Joe", giunge a dorso di un mulo a San Miguel, tetro villaggio messicano di confine. Il primo abitante a incontrarlo è il campanaro Juan De Dios, che intuita la sua professione, gli rivela che in quel paese potrà arricchirsi se riuscirà a non farsi uccidere.
Giunto nella piazza centrale del villaggio, tre pistoleri lo deridono per il suo aspetto e spaventano il mulo sparandogli fra le zampe. Joe si rifugia nella taverna del vecchio Silvanito chiedendo un pasto a credito. Mentre mangia, il vecchio oste lo invita caldamente a lasciare il paese informandolo che esso è martoriato da una faida fra due famiglie rivali che si arricchiscono con il banditismo e il contrabbando: i Baxter, commercianti di armi, e i Rojo, Benito, Esteban e Ramón, tre fratelli contrabbandieri di alcol. I giorni a San Miguel sono scanditi dagli scontri a fuoco e dagli omicidi, tant'è che il campanaro e il becchino Piripero sono impegnati in un funerale dietro l'altro.
Joe torna dagli spacconi che avevano sparato fra le zampe del suo mulo, scagnozzi dei Baxter, e li fredda, dimostrando di essere un abile pistolero. Ottiene così un ingaggio da don Benito Rojo per 500 dollari, suscitando l'indignazione dell'infido Esteban.
Joe si stabilisce alla taverna di Silvanito. Pochi giorni dopo transita per il paese uno squadrone dell'esercito messicano. Il pistolero e l'oste seguono i soldati di nascosto, e assistono al loro incontro con uno squadrone dell'esercito statunitense sulle rive del fiume Rio Bravo. L'incontro ha però un epilogo tragico: gli statunitensi fanno strage dei messicani. In realtà, i veri soldati statunitensi sono stati sterminati precedentemente, e nei loro panni ci sono degli uomini dei Rojo, capeggiati da Ramón, il più pericoloso dei tre fratelli. I Rojo si impossessano del denaro che i soldati messicani stavano scortando e inscenano uno scontro senza sopravvissuti fra i due diversi schieramenti.
Joe, fingendosi ignaro dell'accaduto, fa conoscenza con Ramón a casa Rojo, ma quest'ultimo annuncia che inviterà a cena i Baxter per stabilire una tregua con loro. Joe, deluso, restituisce l'ingaggio e lascia la famiglia. Quella sera stessa, recupera con Silvanito due soldati messicani uccisi al fiume e li porta nel cimitero fuori paese. Quindi, per alimentare la faida, racconta a entrambe le famiglie, in cambio di un pugno di dollari, di due soldati sopravvissuti rifugiatisi nel cimitero.
Mentre all'esterno del cimitero infuria una sparatoria fra le due famiglie, Joe si intrufola nel magazzino dei Rojo ove a sorpresa scopre il bottino frutto della rapina all'esercito. Qualcuno, però, entra nel magazzino e, temendo sia un uomo dei Rojo, lo stende con un pugno; in realtà si tratta di Marisol, la giovane donna che sta con Ramón. Joe porta la donna priva di sensi da Consuelo Baxter, proprio mentre rientra il marito John raccontando che, al cimitero, i Rojo hanno fatto prigioniero il loro figlio Antonio.
Il giorno seguente, in un'atmosfera tesissima, viene organizzato lo scambio di Antonio per Marisol. In quell'occasione Silvanito spiega a Joe che Marisol è costretta a stare con Ramón in cambio dell'incolumità del marito e del figlioletto Jesús.
Joe torna dai Rojo durante una festa e assiste a un'esibizione dell'abilità di Ramón con la sua arma preferita, un fucile Winchester. Ramón racconta a Joe che il modo più sicuro per uccidere un uomo è colpirlo al cuore con un fucile, e che "quando un uomo con la pistola incontra un uomo col fucile, quello con la pistola è un uomo morto". Poco dopo, Ramón parte con alcuni uomini, lasciando Joe e il resto della famiglia a gozzovigliare. Più tardi, fingendosi ubriaco, Joe lascia la festa. Non appena i Rojo lo perdono di vista, libera Marisol, la riunisce al marito e al suo bimbo, regala loro dei soldi e li invita a lasciare quel maledetto paese.
Joe quindi torna nella stanza dei Rojo, dove Ramón, certo del suo coinvolgimento nella sparizione di Marisol, lo stava aspettando. Joe viene pestato a sangue dai Rojo, ma si rifiuta di parlare. Il pestaggio viene temporaneamente interrotto solo per evitare che muoia, e viene rinchiuso nel magazzino; tuttavia, Joe si sbarazza immediatamente dei suoi guardiani, dà fuoco al magazzino e riesce a fuggire.
Ramón organizza una caccia spietata. Ogni casa viene rovistata, compresa la taverna, dove Silvanito viene percosso senza pietà. Rimane un'ultima casa da ispezionare, quella dei Baxter. I Rojo incendiano la casa, e i membri della famiglia vengono uccisi uno a uno mentre escono per sfuggire al fumo e alle fiamme. Nonostante una resa incondizionata anche John Baxter, Antonio e Consuelo vengono uccisi barbaramente.
Durante il massacro dei Baxter, Joe, che si era nascosto in una bara vuota, viene trasportato fuori paese da Piripero. Rifugiatosi in una miniera abbandonata, e aiutato da Silvanito, Joe cura le proprie ferite, recupera le forze e studia la sua vendetta.
Sfortunatamente, un giorno, i Rojo intercettano Silvanito mentre si prepara a lasciare il paese con delle provviste. Dallo statunitense si reca allora Piripero, che oltre a informarlo dell'accaduto, gli consegna la sua pistola e della dinamite.
Mentre i Rojo stanno torturando Silvanito davanti alla taverna, si verifica una fragorosa esplosione che invade la piazza di fumo. Non appena il fumo si dissolve compare Joe, che intima ai Rojo di liberare il vecchio Silvanito. Per tutta risposta Ramón gli spara una fucilata al cuore. Joe cade, ma si rialza. Ramón gli spara di nuovo, ma Joe si rialza di nuovo e si avvicina sfidandolo a colpirlo al cuore. Ramón scarica contro Joe l'intero caricatore del suo fucile e, una volta sparato l'ultimo colpo senza che Joe muoia, quest'ultimo si avvicina e mostra che sotto il suo poncho nasconde una lastra di metallo che porta i segni delle sette fucilate nei pressi del cuore.
Trascorrono attimi tesissimi, al termine dei quali Joe estrae la pistola e uccide tutti i restanti Rojo, compreso don Benito, ma risparmiando Ramón, al quale fa solo cadere a terra il fucile. Quindi, liberato Silvanito, sfida Ramón a verificare le sue parole, secondo le quali un uomo con la pistola non avrebbe speranza contro un uomo armato di fucile; getta a terra la sua Colt e invita il rivale a raccogliere la sua arma e sparare. Entrambi si chinano a terra, prendono la propria arma e caricano, ma Joe è il più rapido e colpisce Ramón, il quale cerca di rialzarsi, ma muore dopo pochi istanti. La famiglia Rojo e i suoi scagnozzi è terminata, o almeno così sembrerebbe. Joe sente un colpo di fucile alle sue spalle: si volta e vede Silvanito armato di doppietta, mentre da una finestra precipita Esteban Rojo, colpito a morte, dopo essersi defilato all'arrivo di Joe per sorprenderlo alle spalle, come aveva sempre voluto fare. Eliminato anche l'ultimo nemico, Joe saluta Silvanito e Piripero lasciando San Miguel libera dai suoi violenti padroni.

## Produzione

### Sviluppo
Nel 1963 Sergio Leone stava lavorando su un trattamento dal titolo Le aquile di Roma, ennesimo film del filone peplum per il quale il regista non aveva ancora trovato un produttore; Leone lo definiva come «I magnifici sette ambientato nell'antica Roma».
Alla fine dell'agosto 1963 il regista e direttore della fotografia Enzo Barboni andò a vedere insieme a Stelvio Massi il film di Akira Kurosawa La sfida del samurai, appena uscito nelle sale. In un piccolo villaggio del Giappone feudale, un ronin (termine giapponese che designava il samurai decaduto) senza nome e senza passato si trova coinvolto in una lotta sanguinosa tra famiglie per il controllo della comunità. La spada dell'insuperabile Sanjuro non farà sconti riportando la pace nel villaggio. Memorabile lo scontro finale contro il guerriero armato di pistola. Barboni rimase piacevolmente colpito dal film e, quando uscì dal cinema Arlecchino di Roma, incontrò Sergio Leone al bar Canova di Piazza del Popolo, e subito gli consigliò la visione del film, in quanto secondo lui «conteneva una mescolanza di avventura, ritualità, ironia, che Leone avrebbe potuto apprezzare».
Questa versione dei fatti è avvalorata inoltre dalla testimonianza di Tonino Valerii. Sergio Corbucci afferma invece di essere stato il primo a consigliare il film a Leone:
 Secondo Mimmo Palmara, amico di Leone e suo collaboratore nei film Gli ultimi giorni di Pompei e Il colosso di Rodi, Barboni parlò a Leone del film durante una cena, consigliandogli la visione.
Sergio Leone andò dunque il giorno dopo al cinema con la moglie Carla. La reazione del regista fu di assoluta esaltazione. La mattina dopo chiamò Duccio Tessari, Sergio Corbucci, Sergio Donati e Tonino Delli Colli, dicendo loro di andare immediatamente a vedere il film. Mentre gli altri si fidarono di Leone e andarono a vedere il film, Sergio Donati decise di non partecipare al progetto. Molto tempo dopo, disse: «Non mi fidai del suo giudizio su questa cosa e non ci andai. Col senno di poi, ho diversi rimpianti sulla mia decisione».
Benché egli sapesse che la popolarità del genere era ormai in calo (basti pensare che nel triennio che va dal 1960 al 1963 in America furono prodotti un numero ridottissimo di film western) e avesse dubbi nel lanciarsi in un progetto nuovo, dal costo molto alto, ne scrisse la sceneggiatura e, nei primi mesi del 1964, iniziò a cercare un produttore per il film. Il cognato del regista, Tonino Delli Colli, consigliò di rivolgersi alla Jolly Film di Papi e Colombo, che aveva fatto fortuna con diversi film negli anni cinquanta e aveva già prodotto un western italo-spagnolo, Duello nel Texas (1963). Sergio Leone dunque si rivolse a Franco Palaggi, il produttore esecutivo, proponendogli di finanziare il nuovo western dal titolo Il magnifico straniero: il regista seguitò a raccontare all'amico tutta la storia, mimandogli le scene principali. Palaggi fu convinto del potenziale insito nel film e decise di produrlo, purché si trovasse un co-produttore straniero e che non si superasse il basso budget di 120 milioni di lire. Leone pensò che non dovesse essere particolarmente difficile trovare un "partner" straniero: «Avevo avuto ottimi rapporti con tedeschi e spagnoli ai tempi del peplum, e ingenuamente speravo che tutti i contributi sarebbero arrivati senza particolari problemi».
Il regista si incontrò con Papi e Colombo all'Hotel Excelsior di via Veneto a Roma, e questi ultimi invitarono Leone alla proiezione del western da loro prodotto, Duello nel Texas. Tra gli altri nomi, la colonna sonora del film era curata da un certo Dan Savio, pseudonimo di Ennio Morricone. Leone a fine proiezione rimase di stucco: «Era quel tipo di film in cui un attore cadeva a terra prima che il calcio della pistola gli avesse effettivamente toccato la testa. Era anche quel tipo di film in cui il protagonista, vestito di pelle scamosciata e chiamato "Gringo", arrivava al galoppo in città per avvertire le autorità che qualcuno aveva appena sparato a suo padre, entrava tranquillamente dal barbiere, si faceva lavare, pettinare e sbarbare, e infine annunciava: "Ora devo trovare lo sceriffo. Qualcuno ha appena ucciso mio padre"».
La Jolly Film decise dunque di produrre Il magnifico straniero come film di "riserva", in quanto nello stesso periodo entrò in produzione Le pistole non discutono di Mario Caiano, che veniva considerato di sicuro successo. Il film di Leone divenne un facile modo per poter riutilizzare la troupe del film "principale", il quale era dotato di un budget decisamente superiore, e di attori di alto livello. Leone dovette in tal modo utilizzare gli stessi luoghi, gli stessi costumi, gran parte della troupe e gran parte degli attori del film di Caiano. Oltre a ciò, Papi e Colombo non erano convinti di Sergio Leone come regista, in quanto lo ritenevano non adatto al film; Tonino Valerii, a questo proposito, disse: «I produttori non volevano che fosse Leone a dirigere il film, perché non credevano molto alle sue capacità né lo stimavano in modo particolare. Aveva la fama di essere un maniaco sul set, non sicuro di sé e pieno di idee costose. Ma fu Palaggi a convincerli che Leone doveva essere il regista».
Leone, nel 1979, ricordò il suo rapporto con i produttori del film:

### Sceneggiatura

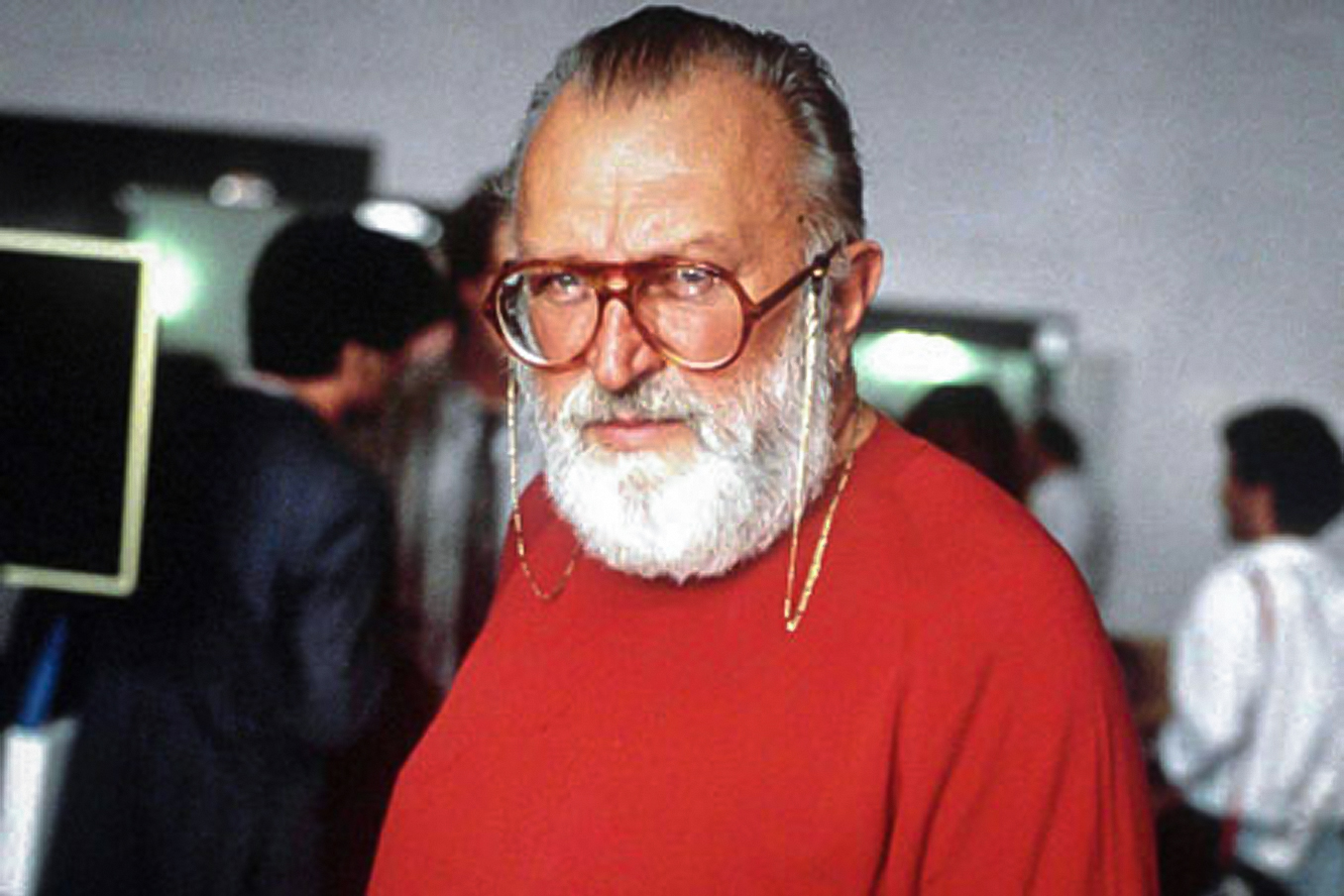
Il regista Sergio Leone durante le riprese di un altro suo film, C'era una volta in America

Sergio Leone sognava da tutta la vita di girare un film western ed era completamente assorbito dal progetto:
Per iniziare a lavorare alla sceneggiatura, il regista si procurò una traduzione del copione di Yojimbo dal giapponese all'italiano, benché non volesse seguire pedissequamente lo svolgimento del film: «Mi feci fare una traduzione del copione solo per essere sicuro di non ripeterne nemmeno una parola. Tutto ciò che volli mantenere fu la struttura di base del film di Kurosawa. Concepii l'intero trattamento in cinque giorni con Duccio Tessari. Il titolo provvisorio era Il magnifico straniero. Tessari non capiva bene cosa stavo facendo. Fece girare per Roma la voce che ero diventato un po' strano. Poi scrissi l'adattamento, da solo, in una quindicina di giorni. Seduto nel mio appartamento a Roma».
D'altro canto, Sergio Corbucci affermò che Leone copiò in moviola per filo e per segno il film di Kurosawa, cambiando soltanto l'ambientazione e i dialoghi.
Secondo Fernando Di Leo, Leone chiamò anche lui oltre che Tessari, per scrivere il primo trattamento: «Non so chi disse a Leone — o meglio come si sparse la voce — che Yojimbo aveva stilemi western, sicché quando Sergio ci convocò, Tessari e me, si pensò a come fare la trasposizione. Tessari era per dare una robusta vena d'ironia alla storia, io per differenziarci, Leone era decisamente per il plagio: staccarsi di quel tanto che la diversità del genere comportava. Più io che Duccio lavorai in "direzione plagio" e Sergio ebbe il copione che voleva. Va detto che l'originalità di Leone fu nel modo di "girare", della storia s'era proprio invaghito».
Oltre a Fernando Di Leo e Duccio Tessari, anche Adriano Bolzoni afferma di aver collaborato alla stesura della sceneggiatura con Sergio Leone.
Il regista, più tardi, spiegò l'importanza dell'effetto sorpresa nel film: «Avevo imparato a mettermi nei panni dello spettatore più esigente. Quando vado al cinema, spesso mi sento frustrato perché sono in grado di indovinare esattamente cosa succederà dieci minuti dopo. Così, quando lavoro a un soggetto, cerco sempre l'elemento della sorpresa. Lavoro duro per tener desta la curiosità della gente… Alla prima visione, la gente subisce l'aggressione delle immagini. Gli piace quello che vede, senza necessariamente capire tutto. E la semplice abbondanza di immagini barocche privilegia la sorpresa sulla comprensione. Alla seconda visione colgono in modo più completo il discorso che sta sotto le immagini. Cercai dunque una "rottura" storica con le convenzioni del genere. Prima di me era addirittura impensabile fare un western senza donne. Non potevi mostrare la violenza perché l'eroe doveva essere una persona positiva. Non si pensava nemmeno, allora, di giocare con un certo realismo: i personaggi principali dovevano essere vestiti come dei figurini! Ma io introdussi un eroe negativo, sporco, che aveva l'aspetto di un essere umano e che era completamente a suo agio nella violenza che lo circondava».
Leone, dunque, terminò il suo "adattamento" nel gennaio del 1964.

### Cast

#### Protagonisti
Clint Eastwood (Joe)
I produttori del film Papi e Colombo cercarono inizialmente di convincere Sergio Leone a scritturare Richard Harrison come protagonista del film, in quanto egli aveva già recitato in produzioni come Il gladiatore invincibile (1962) e Perseo l'invincibile (1963). Leone però disse: «Harrison costava solo 20 mila dollari, ma non mi piaceva lo stesso». D'altra parte, il sogno del regista era quello di ingaggiare Henry Fonda, ritenuto molto adatto per la parte. Leone dunque mandò una copia della sceneggiatura negli Stati Uniti direttamente al manager dell'attore. Quest'ultimo, però, non fece neanche vedere il copione a Fonda, e mandò un telegramma a Leone dicendo che: «Una cosa del genere non l'avrebbe mai fatta».
Il regista tuttavia non la prese male, e cercò di ingaggiare uno tra due giovani attori, James Coburn e Charles Bronson, che aveva molto apprezzato nel film I magnifici sette. Coburn accettò la parte, ma chiese 25 mila dollari di compenso, troppo alto per il budget di cui disponeva la produzione. Bronson invece non riteneva il copione all'altezza, e infatti molto tempo dopo affermò: «Semplicemente pensai che fosse uno dei peggiori copioni che avessi mai visto. Quello che non capii fu che la sceneggiatura non faceva la minima differenza. Era il modo in cui Leone l'avrebbe diretta che avrebbe fatto la differenza».
Sergio Donati inoltre ricorda che Leone prese in considerazione anche Cliff Robertson, ma dovette desistere poiché sarebbe costato come tutto il film. Trovare un attore adatto alla parte del futuro Uomo senza nome fu dunque il principale problema di Leone dopo che ebbe completato la sceneggiatura.
Quando ancora non era stato scelto alcun attore, Claudia Sartori, dipendente dell'agenzia “William Morris” di Roma, contattò la Jolly Film affermando che aveva ricevuto una copia di una puntata della serie tv Gli uomini della prateria, nella quale recitava «un attore giovane e allampanato, che poteva forse interessare Leone».
Benché riluttante, Leone diede il suo assenso per ingaggiare il giovane Clint Eastwood, il quale avrebbe ricevuto come compenso 15 mila dollari (circa 150 mila € del 2024), un prezzo decisamente inferiore rispetto agli altri attori, e che i produttori erano disposti a spendere. In un'intervista a Cristopher Frayling del 1982, Leone disse:

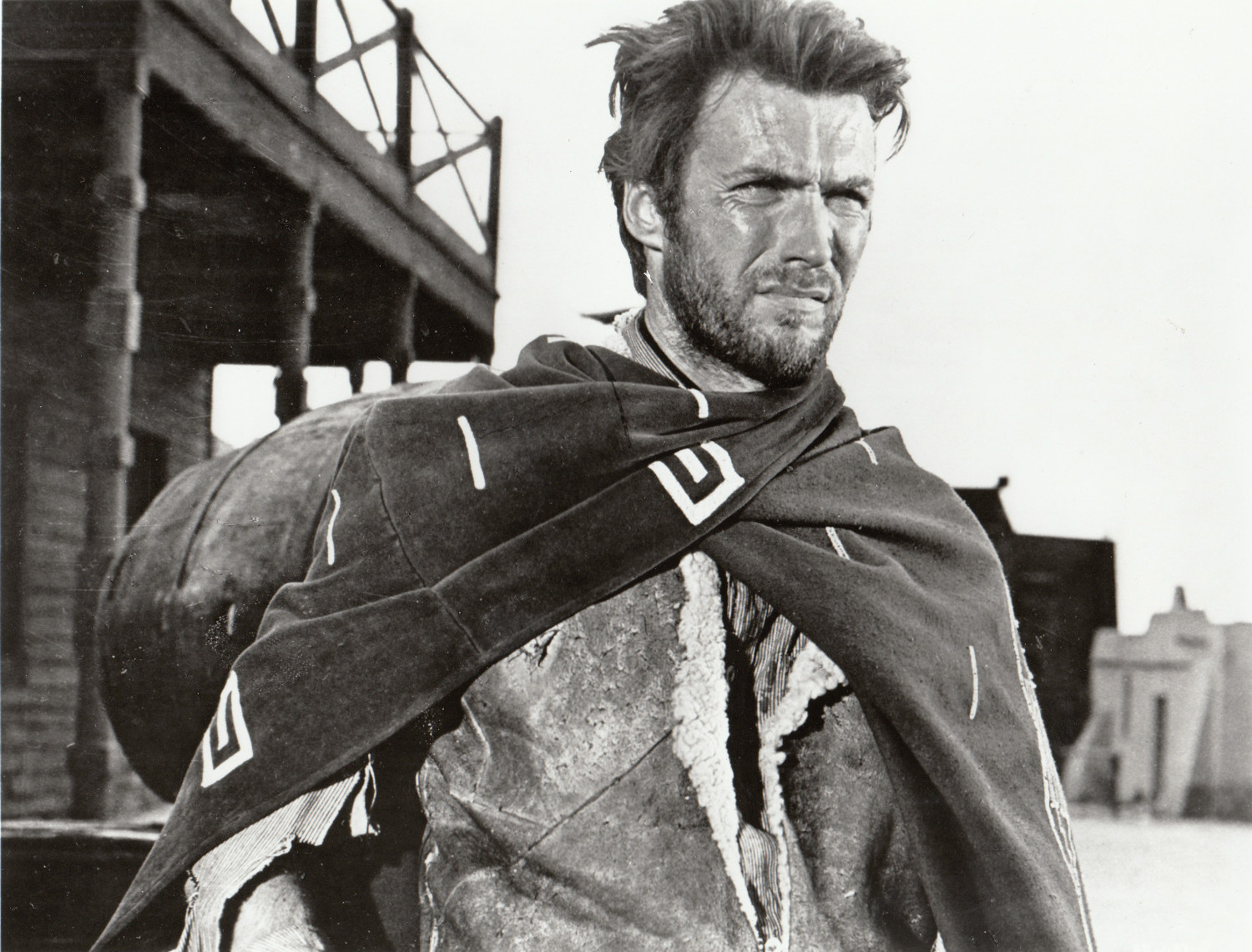
Clint Eastwood - il pistolero solitario

La Jolly Film dunque inviò una copia della sceneggiatura al giovane Clint Eastwood. Nonostante la cattiva qualità della traduzione, Eastwood rimase colpito dallo script e decise di informarsi sul regista Sergio Leone.
L'attore, spinto anche dalla moglie, accettò la proposta avanzata dalla Jolly Film, e dunque partì per Roma. Leone, sulle prime ancora diffidente, non si presentò all'aeroporto e mandò Mario Caiano al suo posto, il quale dovette scusarsi dicendo che il regista non era in ottima salute. Più tardi, comunque, avvenne l'incontro tra i due, che molti anni dopo rivelarono di essere stati decisamente intimiditi l'uno dall'altro.
Riguardo al look adottato per il personaggio, che verrà mantenuto per tutta la trilogia del dollaro, vi sono pareri discordanti. Leone infatti afferma che furono sue le idee per la realizzazione del personaggio: «Gli diedi un poncho per ingrossarlo. E un cappello. Nessun problema. Presi una di quelle foto in bianco e nero che mi fornì Claudia Sartori e aggiunsi a penna una barba, un sigaro toscano e un poncho».
Eastwood, d'altro canto, afferma che gran parte delle idee furono sue: «Andai in un magazzino di costumi sul Santa Monica Boulevard, e mi limitai ad acquistare il costume e portarlo là. Era molto difficile, perché in un film hai sempre due o tre cappelli dello stesso tipo, due o tre giacche uguali, nel caso si perda un accessorio del costume, o se qualcosa si bagna o tu ti devi bagnare. Ma per questo film avevo solo uno di tutto: un cappello, una specie di abito di montone, un poncho, e diverse paia di calzoni che erano semplicemente jeans tipo Frisco. Se avessi perso qualcosa a metà film sarei stato veramente nei guai».
Gian Maria Volonté (Ramón Rojo)
Secondo Mimmo Palmara, amico intimo di Leone, il personaggio di Ramón era stato ideato da lui stesso insieme al regista, e in origine era scritto per lui. Successivamente Palmara fu contattato per recitare nel film di Mario Caiano Le pistole non discutono, dunque l'attore doveva decidere in quale dei due film recitare: essendo quello di Caiano più importante, decise di abbandonare il lungometraggio di Leone:
Mimmo Palmara era dunque la prima scelta di Leone per interpretare Ramón, benché l'attore Giorgio Ardisson affermi di avere ricevuto la prima proposta per la parte, versione dei fatti peraltro confermata dalla moglie del regista, Carla Ranaldi.
Sergio Leone aveva precedentemente apprezzato Gian Maria Volonté per la sua interpretazione a fianco di Nino Manfredi nel film A cavallo della tigre, e decise dunque di scritturarlo per il film. L'attore accettò la parte, ottenendo come compenso 2 milioni di lire, una cifra decisamente più bassa rispetto a Clint Eastwood.
Essendo principalmente un attore teatrale, Volonté trovò non poche difficoltà a interpretare il cinico Ramón: «Ebbi delle difficoltà iniziali, e Leone mi disse di esercitarmi ad aggrottare la fronte. Alla fine, entrai così nella parte, che costrinsi Clint Eastwood a spararmi altre tre pallottole prima di cadere a terra. Mi sentivo troppo cattivo per morire!», affermò alla stampa.
Secondo quanto affermò Leone successivamente, Volonté risentiva troppo della sua preparazione drammatica, dedicandosi a un pubblico teatrale più che al cinema: «È un tipo istrionico, teatralizza tutto… Per il primo western, questo difetto mi si rivelò utile. Dava la giusta enfasi al personaggio: a un ragazzino viziato».
In una intervista con David Grieco per l'Unità, Volonté raccontò come spiegava agli amici la situazione:
L'attore, comunque, mantenne un buon ricordo della sua esperienza a contatto con Leone; nel 1979 ricordò così la sua esperienza western: «Mi sono divertito molto. Sergio Leone, nel suo genere, è uno che le cose le sa fare bene. È una persona simpatica, durante la lavorazione aveva una sua voglia di giocare, una sua dimensione del gioco molto interessante».

#### Altri personaggi
- Marianne Koch (Marisol): unico ruolo femminile di una certa importanza in tutto il film, benché abbia un ruolo relativamente marginale nella visione globale della pellicola. Marianne Koch faceva parte del cast messo a disposizione dalla Costantin Film: all'epoca era molto popolare in Germania, tanto da meritarsi il secondo posto nei titoli di testa del film.
- Wolfgang Lukschy (John Baxter, lo sceriffo): marito di Consuelo Baxter e rappresentante più carismatico della famiglia Baxter, John era anche lo sceriffo del paese, grado che gli permetteva una certa libertà d'azione nei suoi traffici. Wolfgang Lukschy era molto conosciuto in Germania per essere il doppiatore di John Wayne e Gary Cooper nei film western statunitensi. Oltre al doppiaggio, però, Lukschy aveva anche partecipato in piccole produzioni western locali.
- Sieghardt Rupp: Esteban Rojo, uno dei tre fratelli che contrabbandano alcol al di là della frontiera. Mentre suo fratello Miguel Benito è la testa del gruppo, e Ramón il tuttofare, Esteban è il braccio: poco considerato dai fratelli proprio per la sua impulsività e poca riflessività, cerca di riscattarsi per gran parte del film, finendo ucciso da Silvanito, dopo il duello finale, mentre, nascosto dietro alla persiana di una finestra, tenta di uccidere Joe. Anche Sieghardt Rupp faceva parte del cast messo a disposizione dalla Constantin, e aveva all'attivo piccole partecipazioni in film tedeschi, pur essendo relativamente popolare in patria.
- Antonio Prieto: Don Benito Rojo, capostipite della famiglia, ha un ruolo importante nella lotta tra le due famiglie. Lui stesso infatti assolda Joe, lo straniero, per lavorare con loro; quando però arriva Ramón, cambia i piani e decide di assecondare il volere del fratello. Anche lui finirà ucciso nel duello finale. Antonio Prieto, all'epoca popolarissimo in patria, avendo affiancato alla carriera cinematografica quella di cantante, era uno degli attori di punta presentati dalla Ocean Film. Quello di Benito Rojo, comunque, è il suo ruolo più ricordato. Il nome del personaggio fu cambiato in "Miguel" per le versioni straniere, per ragioni ad oggi ignote.
- José Calvo (Silvanito): dopo il ruolo di Clint Eastwood e di Gian Maria Volonté, quello di José Calvo è sicuramente il più importante dell'intero film. Vera e propria guida dello Straniero, Silvanito non ha paura di farsi nemici ospitando Joe nella sua locanda. Dopo averlo assecondato in tutti i suoi piani, viene scoperto dai Rojo e torturato: proprio per salvarlo Joe ritorna in paese e decide di affrontare a duello l'intera famiglia. José Calvo era molto popolare per la sua partecipazione in diversi film-commedia dell'epoca, oltre che a diversi western a basso costo.
- Margarita Lozano (Consuelo Baxter): moglie di John Baxter, Consuelo è una donna dal forte temperamento e con una solida tempra morale, che non esita a dimostrare gestendo gli affari della famiglia. Anche lei, come l'intera famiglia, viene uccisa durante l'incendio dell'abitazione. Primo western per Margarita Lozano, solita a recitare in commedie e in film per la televisione. Successivamente, ebbe un buon successo anche in Italia.
- Mario Brega (Chico): uomo fidato di Ramón Rojo, Chico è interpretato dal caratterista Mario Brega, qui in uno dei suoi primi ruoli nei film western. Brega, in un'intervista, affermò che Leone l'avesse scelto perché «avevo la faccia da buono. Facevo il cattivo, ma avevo la faccia da buono».[27] Brega successivamente fu utilizzato in tutte le produzioni di Leone, mentre a fine carriera si distinse in ruoli comici in alcuni film di Carlo Verdone.
- Joseph Egger (Piripero): anziano falegname-becchino del villaggio; insieme all'oste Silvanito è l'unico che continua a lavorare in paese, dedicandosi esclusivamente alla fabbricazione di bare per gli innumerevoli morti. Assiste più volte soddisfatto ai duelli di Joe e lo aiuta a scappare dal paese, informandolo poi della cattura di Silvanito. Nella scena finale del film lo si vede intento a prendere le misure di Ramón e dei suoi uomini uccisi per prepararne le bare. È l'unico a chiamare lo Straniero "Joe" (stando forse a indicare che non sia il suo vero nome). Egger tornò nel film successivo, nei panni di un personaggio simile, il Vecchio Profeta che consiglia il Monco riguardo al colonnello Douglas Mortimer.

### Regia

La scena della grotta, dove Joe si allena con la pistola

Ottenuta la co-produzione spagnola e tedesca, Sergio Leone e Franco Palaggi si recarono agli studi Elios di Roma per iniziare le riprese degli interni. Tonino Delli Colli presentò dunque il film al direttore degli studi Alvaro Mancori, che ricorda così l'incontro: «Arrivò agli studi Tonino Delli Colli, che mi disse: "Alvà, c'è questo copione che è molto buono". Tuttavia, né Sergio né Franco Palaggi avevano i soldi. Io stavo facendo dei film con Papi e Colombo della Jolly Film e fui io a portare a loro il film. Non potevo metterceli io perché avevo speso tutto nella costruzione del villaggio alla Elios. Mi costò un miliardo allora».
Oltre agli interni (che vennero girati con il titolo sul ciak "Il magnifico straniero"), venne girata in questi studi anche la scena della grotta, nella quale Clint Eastwood si prepara al duello finale con Ramón, come ricorda Sergio D'Offizi, operatore di macchina del film: «Sarà stato febbraio-marzo del '64. Abbiamo girato la scena della grotta, quando Clint Eastwood, ferito, si allena con la pistola. Poi la scena nella stanza dell'albergo. Due o tre giorni. Per risparmiare non mi hanno portato in Spagna. Me lo ricordo come un film povero. Clint Eastwood era uno sconosciuto». D'altronde per le riprese in Almeria era prevista una troupe tecnica spagnola.
Per quanto riguarda le scenografie, Papi e Colombo avevano consigliato a Leone di lavorare con Alberto Boccianti, già scenografo del film di Mario Caiano in produzione; alla fine, però, il regista scelse un giovane Carlo Simi. Tonino Valerii spiegò così il motivo di questa scelta: «Un giorno passò negli uffici della Jolly l'architetto Carlo Simi, che stava ristrutturando l'appartamento del produttore Colombo. Vide un disegno della scenografia sul tavolo di Leone e ironizzò: "E questo sarebbe un interno messicano?". Prese una matita e schizzò un interno con un grande soffitto sorretto da enormi travi di legno e robuste capriate. Leone rimase di stucco e lo fece subito assumere al posto di Boccianti. Simi avrebbe fatto le scenografie di tutti i suoi film».
Lo stesso Carlo Simi, in un'intervista a Cristopher Frayling, ammise che all'epoca conosceva già l'architettura del selvaggio West:
Anche a detta dello stesso Leone, il contributo di Simi fu molto importante; difatti le sue scenografie erano innovative per il genere e abbondavano in dettagli, caratteristica che il regista amava molto. Tonino Delli Colli sottolineò inoltre l'importanza del direttore della fotografia Massimo Dallamano: «Fu lui il primo a capire che il nuovo formato panoramico Techniscope — il "2P" o formato a due perforazioni — rendeva necessario un nuovo tipo di primo piano, una sorta di primissimo piano, per non perdere i dettagli più piccoli del viso. Un altro collaboratore fondamentale fu Franco Giraldi, sottovalutato regista di seconda unità».
Durante un sopralluogo a Madrid, Leone incontrò il giovane attore e stuntman Benito Stefanelli, il quale lavorò successivamente con il regista in tutti i suoi film western. L'attore ricordò così l'incontro: «Avevo già fatto due western comici in un villaggio ricostruito a Cinecittà… Sergio era molto interessato, perché anche lui si stava preparando per un western, con Papi e Colombo, e voleva sapere dove avevamo preso le pistole e i costumi. Mi raccontò la trama e ogni tanto io gli buttavo lì qualche suggerimento. Alla fine della chiacchierata mi chiese di collaborare a dirigere le scene d'azione. Gli risposi che avrebbe dovuto rivolgersi alla persona con cui aveva fatto Il colosso di Rodi. Leone insistette e alla fine cominciammo il film, che fu realizzato al volo».
Dopo aver girato gli interni a Roma, la troupe si trasferì alla fine dell'aprile del 1964 in un paesino, Hoyo de Manzanares, vicino Colmenar Viejo, distante 35 km nord da Madrid, per dare inizio alle riprese vere e proprie del film. Il direttore della fotografia spagnolo era Federico G. Larraya e il titolo sul ciak era "Ray el Magnifico". Leone era entusiasta del luogo scelto per le riprese: «Aveva già l'aria abbandonata di una città fantasma, il che era proprio l'effetto che volevo. Mi toccò convincere i proprietari spagnoli a non rimetterla a posto».
Per quanto riguarda la residenza dei Baxter, questa fu costruita appositamente per il film: Leone era davvero orgoglioso di ciò che lui e Carlo Simi erano riusciti a realizzare; secondo il regista «aveva un'aria barocca perfetta per la grande casa dei ricchi e potenti Baxter». Per la residenza dei Rojo, invece, fu utilizzata la Casa de Campo di Madrid, un vecchio museo comprendente diverse case e spiazzi aperti, che, secondo quanto successivamente affermò Carlo Simi, era stata scelta da Arrigo Colombo per risparmiare i soldi sulle costruzioni.

L'interno della residenza dei Baxter

All'inizio delle riprese, però, vi furono dei problemi con i costumi disponibili, in quanto questi erano inadatti all'ambientazione del film. «Quando arrivammo laggiù», ricorderà Eastwood, «ci toccò cambiare tutto il guardaroba, perché avevano cappelli alla Davy Crockett e ogni sorta di cose che non avevano alcun senso in un'ambientazione messicana». Leone però dissente da questa ricostruzione, affermando che lui stesso avesse «ammassato un notevole archivio di fotografie e documenti dell'epoca sull'aspetto e l'atmosfera della frontiera americana». Il regista raccontava: «Cominciai a lavorare nel cinema durante il neorealismo. Amo l'autenticità quando è filtrata attraverso l'immaginazione, il mito, il mistero e la poesia. Ma è essenziale che, alla base, tutti i dettagli sembrino giusti. Mai inventati. Penso che una favola possa catturare l'immaginazione solo quando la storia è una favola, ma l'ambientazione è estremamente realistica. La fusione di realtà e fantasia ci porta in una dimensione diversa: di mito, di leggenda».
Clint Eastwood, d'altro canto, affermò successivamente che Leone non sapeva nulla del vecchio West, e che molte delle innovazioni si siano verificate proprio per l'ignoranza del regista circa le norme vigenti a Hollywood. Leone, difatti, non conosceva affatto le regole previste dal Codice Hays, secondo il quale quando avveniva uno sparo, l'arma e il personaggio ucciso non potevano trovarsi nello stesso fotogramma: «Dovevi girare la scena separatamente, e poi far vedere la persona che cadeva. Si era sempre pensato che fosse un po' stupido, ma in televisione facevamo sempre in quel modo… Sergio non ne sapeva niente, e quindi metteva tutto insieme… Si vede la pallottola che parte, si vede la pistola che fa fuoco, si vede il tizio che cade, e non era mai stato così prima».
Un altro elemento innovativo della regia di Sergio Leone è il frequente uso di primi piani, dettaglio che divenne il marchio di fabbrica del regista, e per il quale divenne famoso in tutto il mondo. Secondo Leone, gli occhi «rivelavano tutto quello che c'è da sapere sul personaggio: coraggio, paura, incertezza, morte, eccetera». Eastwood rifletteva: «Leone credeva, come Fellini, e come molti registi italiani, che la faccia significasse tutto. In molti casi è meglio avere una gran bella faccia piuttosto che un gran bravo attore».

Joe dopo essere stato pestato dai Rojo

Eastwood ricorda con amarezza un aneddoto sulle riprese del film, riguardo alla scena del pestaggio dei Rojo:
L'attore ha raccontato un altro aneddoto riguardante Sergio Leone: «Nel girare la mia entrata a San Miguel, Sergio decise che gli sarebbe piaciuto farmi passare vicino a un albero solitario nel deserto, dal quale penzolasse una corda con un cappio. Il problema era che in quella zona del deserto non c'erano alberi. Leone andò a cercare dunque un albero adatto e alla fine lo trovò. L'albero però era piantato nel cortile di un contadino, di un privato. Il giorno seguente Leone andò con un camion dal contadino. Arrivò là, bussò e disse: "Siamo dell'autostrada. Questo albero è molto pericoloso, rischia di cadere e qualcuno può farsi male. Te lo portiamo via noi". Questo vecchio se ne stette lì fuori e prima che potesse capire che cosa stesse succedendo ci sono questi italiani che gli segano l'albero».
Circa a metà riprese, il budget iniziava a scarseggiare, in quanto i sovvenzionamenti del co-produttore spagnolo non arrivavano. Tonino Valerii racconta così la situazione: «La percentuale di Leone — il 30 per cento del film — era legata alla partecipazione del co-produttore straniero che aveva promesso di mettere sul piatto trenta milioni. Ben poco, in effetti. E dopo la prima settimana non pagò più niente. Così un giorno Leone arrivò sul posto, a Colmenar, e si erano portati via tutte le porte e le finestre. Una strada western senza porte e finestre! Voleva dire che non si poteva girare. Così chiamarono Papi e Colombo e, in un periodo in cui era proibito esportare valuta dall'Italia, il piccolo Arrigo Colombo partì per Madrid con trenta milioni di lire nella valigetta — in contanti — a rischio di farsi arrestare alla dogana. Per fortuna, nessuno cercò di fermarlo. Per via di questo incidente Colombo insistette per rilevare la quota del co-produttore spagnolo, e con essa la maggior parte della percentuale di Leone».

## Colonna sonora

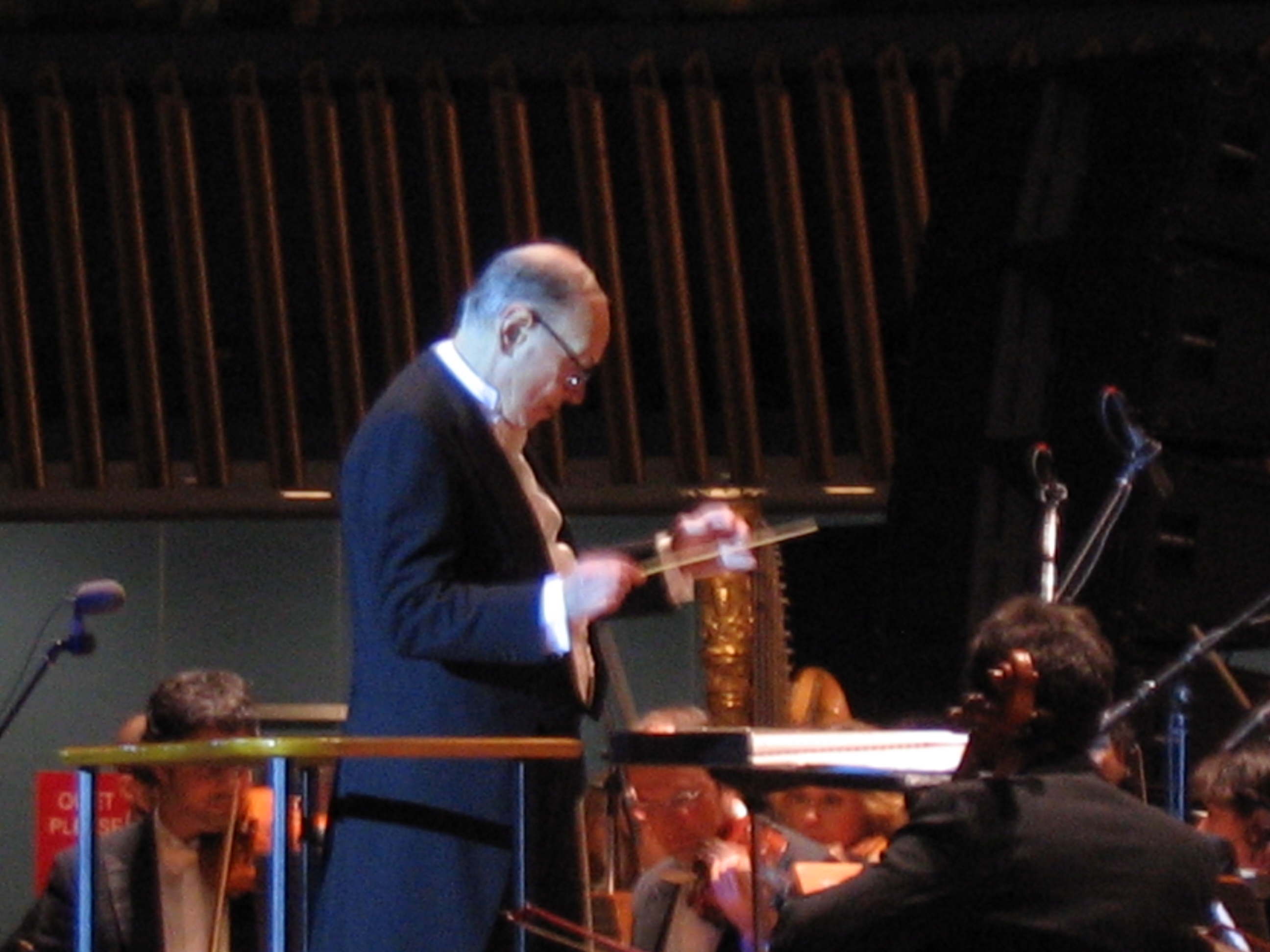
Il compositore della colonna sonora del film, Ennio Morricone, mentre dirige la sua orchestra

Terminato il montaggio del film, Sergio Leone era intenzionato ad affidare ad Angelo Francesco Lavagnino la colonna sonora del film, in quanto i due avevano già collaborato insieme nei precedenti film del regista romano. Papi e Colombo, tuttavia, consigliarono a Leone di mettersi in contatto con il compositore romano Ennio Morricone, che aveva già musicato Duello nel Texas per la Jolly Film. Benché molto restio, Leone decise di incontrare Morricone e di proporgli la visione del film. Il regista, dunque, si recò a casa del compositore, scoprendo che era stato suo compagno di scuola alle elementari. Notandone la buona fede, Leone decise di concedergli un'occasione e affidargli la colonna sonora del film.
Le sequenze che secondo il regista necessitavano di un grande supporto da parte della musica erano quella dello scambio degli ostaggi e il confronto finale: «Il sud del Texas è un luogo appassionato e caldissimo. Là c'è un miscuglio di Messico e America. Questo dà ai loro riti funebri e alla loro religione un tono e un'atmosfera particolari. Proprio quello di cui avevo bisogno per la mia danza della morte. Per il mio primo western chiesi una colonna sonora simile al deguello che Tiomkin aveva usato in Un dollaro d'onore e La battaglia di Alamo. È un antico canto funebre messicano».
Ennio Morricone, però, si rifiutò categoricamente di utilizzare il pezzo composto dal compositore russo per una questione di professionalità: «Mi toccò dire a Sergio: "Guarda, se vuoi mettere nel film quel lamento, io non voglio averci niente a che fare". Allora lui mi disse: "Okay, tu componi la musica, ma fallo in modo che una parte della partitura suoni come il deguello". Anche questa soluzione non la vedevo di buon occhio, così presi un mio vecchio tema, una ninna nanna che avevo scritto per un amico, per una versione teatrale di tre drammi di mare di Eugene O'Neill. La ninna nanna era cantata da una delle Peter Sisters… Attenzione, il tema era certamente molto lontano dal lamento. Ciò che ve lo faceva somigliare era l'esecuzione, con una tromba suonata un po' alla zingara, con tutti i melismas — le evoluzioni intorno a singole note della melodia — che sono caratteristiche di quello stile. Ma il tema stesso non era — ripeto, non era — la stessa idea tematica del deguello».
Nonostante le iniziali titubanze, la collaborazione tra Leone e Morricone divenne ben presto proficua: i due si trovarono subito d'accordo su quali tematiche e su quale effetto doveva avere la musica sul film. A parere del regista, trovandosi il film in stato già avanzato di lavorazione, la colonna sonora risultava difficile da integrare perfettamente. L'ideale sarebbe stato, dunque, iniziare a lavorare alla musica contemporaneamente alla scrittura della sceneggiatura, per avere una maggiore influenza sulla caratterizzazione delle scene e dei personaggi. Proprio riguardo ai personaggi, Morricone ricorda di aver lavorato molto, sottolineando l'aspetto ironico di certi personaggi, e utilizzando strumenti insoliti come il marranzano.
Terminata la composizione delle musiche relative alle scene principali del film, Leone pretendeva però un altro pezzo musicale che accompagnasse il film; Morricone, dunque, gli propose un suo vecchio tema musicale: «Sergio sentì un arrangiamento che avevo fatto uno o due anni prima per un brano folk americano, un arrangiamento per il quale avevo deliberatamente messo da parte alcune delle mie idee musicali. Le idee, o gli strati, a cui avevo rinunciato per quell'arrangiamento consistevano nel permettere alla gente di sentire da sola, al di là del tema musicale, la nostalgia di un personaggio, Mister X, per la città… Così, come se i suoni di una città fossero uditi da molto lontano, potevo usare quei lontani suoni cittadini… Sergio ascoltò tutto questo, gli piacque molto e lo volle come arrangiamento di uno dei miei temi».
Il pezzo in questione è Pastures of Plenty, di Woody Guthrie, composta nel 1941 e successivamente arrangiata da Morricone nel 1962 con l'aggiunta di una linea vocale. Leone voleva quell'esatto arrangiamento, con sopra una melodia. La linea vocale doveva essere pertanto eliminata. Al primo ascolto del pezzo, il regista rimase colpito: «Ne fui completamente affascinato. Così dissi: "Hai fatto il film. Vattene in spiaggia. Il tuo lavoro è finito. È questo che voglio. Ora devi solo procurarti qualcuno che sappia fischiare».
Morricone dunque contattò il maestro Alessandro Alessandroni, celebre per il suo lavoro in qualità di direttore corale. Tuttavia, oltre che per il suo coro e per la sua abilità nel suonare la chitarra, Alessandroni era conosciuto per la sua capacità di fischiare in modo sopraffino, tanto da rendere il "fischio", uno strumento vero e proprio. Alessandroni, in una intervista a Christopher Frayling, ricordò alcuni avvenimenti riguardanti il film: «Nessuno alla Rca credeva in quel film, quindi non volevano spendere soldi per la colonna sonora. E quando vedemmo alcune delle sequenze su cui Morricone doveva mettere la musica ci mettemmo a ridere perché c'erano così tanti morti, un sacco di morti sparpagliati dappertutto… Sergio veniva spesso, sedeva in cabina e a volte scherzava con me. Era un tipo molto grosso: "Allora, oggi devi fischiare meglio che puoi, capito?"».
Il brano principale, Per un pugno di dollari, è caratterizzato da un celebre assolo di tromba, suonata dal pugliese Michele Lacerenza; venne pubblicato anche su 45 giri dalla RCA Italiana, e fu uno dei dischi più venduti dell'anno.
Sul retro venne inserita Titoli, il brano musicale con cui inizia il film, caratterizzato dal fischio di Alessandro Alessandroni che gli varrà appunto il soprannome di fischio, coniato per lui da Federico Fellini; lo stesso tema è poi ripetuto con l'arghilofono dal maestro Italo Cammarota. Pino Rucher va ricordato per essere stato il primo a utilizzare la chitarra elettrica nei western di produzione italiana, secondo la felice intuizione del maestro Morricone, suonando da solista.
Il resto della colonna sonora non venne pubblicato sino al 1966; nel corso degli anni vi sono state alcune riedizioni che, in certi casi, hanno cambiato la scaletta, a volte aggiungendo brani non presenti nel primo disco, e con leggere differenze nella durata delle tracce.
Anche le copertine sono cambiate nel corso del tempo: in quella originale è raffigurato Clint Eastwood a cavallo, con a sinistra un albero spoglio con una forca.
Una curiosità è legata a Franco De Gemini che, oltre a suonare come di consueto l'armonica a bocca, percuote anche un'incudine, sulla quale il maestro Morricone gli aveva chiesto di battere il tempo con un martello.
Nonostante il successo internazionale della colonna sonora, che è associata all'intero genere western, Morricone non l'apprezzava particolarmente; secondo il compositore, infatti, Per un pugno di dollari era il peggior film di Leone e la peggior colonna sonora che avesse mai fatto.

### Tracce
Tutte le musiche sono composte da Ennio Morricone; la canzone Pastures of Plenty è di Woody Guthrie.

#### Versione del 1964
Pubblicata nel 1966 dalla RCA Italiana.
1. Titoli - 2:55
2. Per un pugno di dollari - 1:48
3. Quasi morto - 1:41
4. L'inseguimento - 2:23
5. La reazione - 2:34
6. Square Dance - 1:34
7. Senza pietà - 2:07
8. Per un pugno di dollari (suite) - 13:38
9. Titoli - 2:54
10. Per un pugno di dollari - 3:00
11. Pastures of Plenty - 2:35
12. Per un pugno di dollari (finale) - 0:59

#### Versione del 2006
Pubblicata dalla GDM Music di Gianni Dell'Orso.
1. Titoli - 2:58
2. Quasi morto - 1:40
3. Musica sospesa - 1:02
4. Square Dance - 1:36
5. Ramón - 1:05
6. Consuelo Baxter - 1:18
7. Doppi giochi - 1:41
8. Per un pugno di dollari - 1:26
9. Scambio di prigionieri - 0:55
10. Cavalcata - 3:29
11. L'inseguimento - 2:25
12. Tortura - 9:31
13. Alla ricerca dell'evaso - 1:22
14. Senza pietà - 2:08
15. La reazione - 1:41
16. Per un pugno di dollari (2) - 1:26
17. Per un pugno di dollari (finale) - 1:26

### Musicisti
- Giuseppe Mastroianni: tecnico del suono[42]
- Michele Lacerenza: tromba
- Neldo Lodi: tromba
- Franco De Gemini: armonica a bocca
- Bruno Battisti D'Amario: chitarra classica[43]
- Alessandro Alessandroni: fischio, chitarra solista
- Felice Clemente: flauto
- Pierino Munari: batteria, percussioni
- Italo Cammarota: arghilofono
- I Cantori Moderni di Alessandroni: cori

## Distribuzione

### Data di uscita
Il film fu proiettato in pubblico per la prima volta il 12 settembre 1964 a Firenze, al cinema Supercinema.
L'uscita nelle sale statunitensi venne posticipata in seguito al processo intentato dalla Toho Film verso la Jolly; benché il processo fosse terminato con un accordo tra le parti, le direttive per la distribuzione in territorio estero del film non erano ancora state chiarite. Quando però subentrò la United Artists i tempi si accorciarono e il film venne distribuito oltre oceano.
Di seguito sono riportate le date di distribuzione del film.
- 12 settembre 1964 in Italia
- 5 marzo 1965 in Germania Ovest (Für eine Handvoll Dollar)
- 27 settembre 1965 in Spagna (Por un puñado de dólares)
- 25 dicembre 1965 in Giappone (Koya no yojimbo)
- 16 marzo 1966 in Francia (Pour une poignée de dollars)
- 14 luglio 1966 in Svezia (För en handfull dollar)
- 18 gennaio 1967 negli Stati Uniti (A Fistful of Dollars)
- 11 giugno 1967 nel Regno Unito (Fistful of Dollars/For a Fistfull of Dollars)
- 19 gennaio 1968 in Finlandia (Kourallinen dollareita)
- 4 settembre 1969 a Hong Kong

### Edizione italiana
La versione italiana del film è stata curata dalla società Unidis. Il doppiaggio, diretto da Lauro Gazzolo, venne eseguito a Roma dalla C.D.C. negli stabilimenti Titanus.

### Edizioni home video
Nel 2002 la Cine Video Corporation (CVC) ha pubblicato il DVD di Per un pugno di dollari senza eseguire il restauro della pellicola, utilizzando il vecchio master del quale avevano già usufruito varie emittenti televisive. Il film ha comunque subito una rimasterizzazione sia del comparto audio sia del comparto video. Il video si presenta comunque di buona qualità, escludendo alcuni cali di qualità nelle scene particolarmente scure. Il video è inoltre riproposto nel formato anamorfico 2,35:1. Per quanto riguarda il comparto audio, è implementato lo standard di nuova concezione Dolby Digital 5.1, oltre che il vecchio Dolby Digital Mono. Il DVD non ha la traccia per l'audio in lingua inglese e non presenta i sottotitoli. La sezione extra include delle curiosità sul film, uno speciale su Sergio Leone che ripercorre le tappe salienti della sua vita, e alcuni spezzoni di una conferenza stampa tenuta da Clint Eastwood.
La Ripley's Home video ha pubblicato il 20 dicembre 2005 una nuova versione in DVD di Per un pugno di dollari, utilizzando il master francese del film, di qualità superiore a quello utilizzato per la versione della CVC. Il comparto video, dunque, si presenta di ottima qualità, mentre l'audio include unicamente la traccia Dolby Digital Mono. Tuttavia, in questa versione DVD del film è presente l'audio in lingua inglese, con i sottotitoli correlati. Per quanto riguarda la sezione extra del film, essa include il trailer cinematografico italiano e statunitense del film; inoltre, il film utilizza i titoli di testa originali del film, con gli pseudonimi utilizzati all'epoca. In aggiunta a ciò, è presente una lunga intervista a Tonino Valerii che ripercorre tutta la genesi del film, fornendo inoltre curiosità e alcune informazioni inedite.
Riguardo alla confezione, allegato alla consueta amaray sono presenti una riproduzione della brochure originale utilizzata nelle sale cinematografiche d'epoca negli anni settanta, un fascicolo sulla realizzazione del film, le locandine originali in formato cartolina, e perfino una replica del soggetto originale, Il magnifico straniero, autografato in ogni sua pagina da Sergio Leone.

## Accoglienza

### Incassi
Appena terminata la post produzione, il film venne presentato all'annuale festival del cinema di Sorrento. Tutti i distributori presenti erano poco interessati alla proiezione, in quanto il genere western era ormai considerato in declino e pertanto nessuno aveva intenzione di comprarlo. Dopo la prima proiezione, il proprietario di una catena di cinema toscani rimase piacevolmente colpito dal film, e fece i complimenti al regista "Bob Robertson": «Il suo film mi è piaciuto molto. Un sacco di cose nuove. Bravo». «Quindi lo prende?», chiese Leone. «No. Non potrà mai avere successo perché non ci sono donne». Leone era però convinto che il ruolo femminile fosse poco adatto a un western: «Anche nei migliori western, la donna è imposta sull'azione, come una stella, e in genere è destinata a essere "avuta" dal protagonista maschile. Ma non esiste come una donna. Se la tagli via dal film, in una versione che va avanti nella tua testa, il film migliora di molto. Nel deserto, il problema essenziale era sopravvivere. Le donne erano un ostacolo alla sopravvivenza!».
Nonostante le iniziali vicissitudini, il film venne proiettato a Firenze. Sull'evento, e su come la pellicola abbia potuto riscuotere tanto successo, vi sono pareri discordanti. Sergio Leone per anni ha raccontato la sua versione della storia, ormai divenuta leggenda. Secondo il regista il film uscì nelle sale il 27 agosto, durante un'estate soffocante, al “Supercinema “, in pieno centro di Firenze. Durante il weekend il film fece registrare incassi sotto la media, in linea con tutte le altre piccole produzioni del periodo. Il lunedì successivo, però, gli incassi erano il doppio di quelli della domenica. Di lì in poi, il film ebbe un successo strepitoso, senza precedenti. Secondo Leone questo inaspettato successo era da attribuirsi al famoso "passaparola" tra le persone.
Dopo circa due settimane, trainato dal successo toscano, il film venne proiettato per la prima a Roma — al famoso “Supercinema”. Passati sei mesi, il film era ancora proiettato nei cinema di Firenze. Leone, a questo proposito, affermava che il direttore del cinema si era rifiutato di restituire la copia del film. Per tutto l'anno successivo, fino all'uscita di Per qualche dollaro in più, il film fece registrare incassi senza eguali nella storia del cinema italiano.
Tonino Valerii ricorda la storia in modo diverso rispetto a Leone, benché le due versioni dei fatti collimino: anche Valerii, difatti, attribuisce il successo del film al "passaparola" dei commessi viaggiatori che andavano a vedere il film per trascorrere le ore in attesa del treno.
Sergio Donati ha una versione dell'evento diversa: «Per un pugno di dollari fu un successo dovuto alla cocciutaggine di Sergio. Fu fatto uscire fra altri western di serie B e, come quelli, sarebbe rimasto su solo per due o tre giorni e poi via — salvo che al proprietario del cinema a Firenze il film piaceva e così lo tenne su per due settimane. E così Sergio andò a Firenze e lo convinse a tenerlo per un mese. Poi andò a Roma e disse: "A Firenze è un grande successo"».
Il 16 dicembre 1964 il film aveva già superato i 430 milioni di lire di incassi, contro i 280 milioni totali incassati da I magnifici sette di John Sturges, uscito qualche anno prima. Alla fine del 1971 il film arriva alla cifra record di 3 miliardi e 182 milioni di lire, testimonianza di un successo senza precedenti; nello stesso periodo, negli Stati Uniti il film aveva percepito 3 milioni e 500 mila dollari di incassi, fino a raggiungere gli 11 milioni totali. Anche in Spagna e in Germania il film si affermò per gli incassi molto alti. Da allora, benché eguagliato in popolarità e incassi dai suoi successori, il film è rimasto molto famoso ed è uno dei simboli dell'intero genere spaghetti western.
Per un pugno di dollari detiene ad oggi il terzo posto nella classifica dei film italiani più visti di sempre con 14797275 spettatori.

### Critica
Trainato dallo straordinario successo di pubblico, il film venne recensito dalle più popolari riviste e dalle firme più affermate del panorama giornalistico italiano. I pareri furono molto contrastanti, poiché, come ricordò successivamente Leone stesso, gran parte dei critici tendevano a paragonare Per un pugno di dollari con i western statunitensi di John Ford. D'altro canto, molti capirono che il film era solo il capostipite di un genere che in pochi anni avrebbe avuto un successo senza pari nel cinema italiano; diversi esperti, dunque, elogiarono il lavoro compiuto da Leone. Molti critici, inoltre, non erano a conoscenza che sotto il nome esterofilo “Bob Robertson” si celasse il romano Sergio Leone.
Tullio Kezich, per il Corriere della Sera, elogiò il film, criticando però allo stesso tempo l'eccessiva violenza:
(Tullio Kezich)
Leandro Castellani, nella rivista Cineforum del gennaio 1965, recensì il film criticando il cast e altre caratteristiche del film, ma riconoscendo la buona riuscita finale:
(Leandro Castellani)
La rivista Segnalazioni cinematografiche fece i complimenti al film e al regista per la riuscita della pellicola:
(Segnalazioni cinematografiche, vol. 57, 1965)
Dario Argento, all'epoca giovane critico cinematografico di Paese Sera, ricordò molto bene la reazione dei critici dell'epoca:
(Dario Argento)
Il 18 novembre 1964, l'addetto alla sezione Cinema della rivista Variety recensì il film tessendone le lodi:
La critica cinematografica americana, però, criticò aspramente il film; Andrew Sarris, per The Village Voice, scrisse: «Il dialogo sembra scritto prendendo il cocktail a via Veneto». Il film d'altra parte ha un grande successo anche negli Stati Uniti e difatti Sergio Leone ottiene la copertina del settimanale Life grazie a una sua foto nella quale la sua barba è fatta a spaghetti.
Martin Scorsese elogiò apertamente Leone apprezzando la sua innovazione in ambito cinematografico:
(Martin Scorsese)
Il pubblico lo sostiene nei vari sondaggi pubblicati costantemente dalle riviste cinematografiche, oltre a venir qualificato del grado B dagli utenti di Box Office Mojo. Sull'aggregatore di recensioni Rotten Tomatoes ha un indice di gradimento del 98% basato su 56 recensioni, con un voto medio di 8,2 su 10. Su Metacritic ottiene un punteggio di 65 su 100 basato su 7 recensioni.

## Riconoscimenti
- 1965 - Nastro d'argento
  - Migliore colonna sonora a Ennio Morricone
  - Candidatura per il migliore attore non protagonista a Gian Maria Volonté
- 2008 - Saturn Award
  - Candidatura per la miglior collezione DVD/Blu-ray (The Sergio Leone Anthology)

## Casi mediatici
A circa tre quarti della lavorazione del film, direttamente dalla Jolly Film arrivò la direttiva che chiunque fosse impegnato sul set dovesse «astenersi in ogni circostanza dal menzionare la parola "yojimbo"»; difatti, i diritti per il film non erano ancora stati pagati. Eastwood, comunque, ricorda che dalla Jolly Film assicurarono che si trattava di una mera questione burocratica che si sarebbe sistemata in breve tempo. Così però non fu, e il film venne distribuito nelle sale cinematografiche di tutta Italia senza che i produttori avessero pagato i rispettivi della Toho Film. Sergio Leone sosteneva che Papi e Colombo fossero troppo taccagni per pagare i diecimila dollari di compenso, mentre alcuni sostenevano che lo stesso Leone non avesse avvertito la Jolly dell'onere da pagare. Altri ancora, invece, sostenevano che la Jolly avesse contattato la Toho, senza però ricevere alcuna risposta. Fulvio Morsella, d'altro canto, pensa che la Jolly volesse incastrare Leone: «Fu fregato dai suoi produttori… fece vedere loro La sfida del samurai e disse: "Se riuscite a ottenere i diritti per un remake, io farò il film". Beh, loro gli dissero che avevano preso i diritti, ma in realtà non era vero. E lui andò avanti e fece Per un pugno di dollari. E partì una causa con Kurosawa, che aveva ragione».
Dopo la distribuzione del film, Sergio Leone ricevette una lettera direttamente da Akira Kurosawa, nella quale il regista giapponese rivendicava i diritti del film.
Iniziata la causa con la Toho Film, gli avvocati della Jolly ritennero che la miglior difesa fosse l'attacco, e dunque improntarono una controffensiva. Tonino Valerii fu incaricato quindi di cercare un'opera anteriore a Yojimbo, dalla quale si potesse sostenere che Kurosawa avesse copiato. Valerii, quasi per caso, propose l'opera di Carlo Goldoni Arlecchino servitore di due padroni che presentava, secondo lui, diverse analogie con il film di Kurosawa. Valerii, riguardo a ciò, disse: «Gli avvocati consigliarono di sostenere che l'eroe doppiogiochista era ispirato a un personaggio di qualche opera letteraria occidentale e che quindi eventualmente il plagiario era Kurosawa. Io fui incaricato di trovare quest'opera. Mi capitò sotto gli occhi l'annuncio di una rappresentazione di Arlecchino servitore di due padroni di Carlo Goldoni. Telefonai a Gastaldi, fortunato proprietario del Dizionario Bompiani delle opere e dei personaggi, e gli chiesi di leggermi la trama. Lo stesso pomeriggio portai l'idea a Papi, con una punta di vergogna per l'irriverenza dell'accostamento. Fu riferita agli avvocati che ne furono entusiasti. Ebbi trecentomila lire in premio. Fu così che Goldoni divenne l'ispiratore del western all'italiana».
La controffensiva modificò leggermente la questione legale, che divenne ora più incline a un patteggiamento. Kurosawa e Kikushima, autori di Yojimbo, furono ricompensati mediante i diritti di distribuzione del film in Giappone, a Taiwan, in Corea del Sud e con il 15% degli incassi di tutto il mondo. Leone rimase molto contrariato, poiché mai pensava che la questione sarebbe finita in tribunale: «Kurosawa aveva tutte le ragioni per fare ciò che ha fatto. È un uomo d'affari e ha fatto più soldi con questa operazione che con tutti i suoi film messi insieme. Lo ammiro molto come regista».

## Versioni alternative
Poiché il film venne girato, per la parte audio, in "colonna guida", come si chiamava in gergo, incluso il rumore della macchina da presa, è improprio cercare una versione "originale" della pellicola, sebbene quella che più si approssima a tale definizione sia quella italiana (seguita da quella in inglese, con Eastwood a doppiare sé stesso).
Per la versione televisiva statunitense del film, trasmessa dalla ABC il 23 febbraio 1975, si tentò di giustificare le azioni dell'Uomo senza nome a San Miguel, ritenute immorali e immotivate. Venne girato un prologo, diretto da Monte Hellman e trasmesso prima dei titoli di testa, in cui il personaggio di Eastwood (interpretato da un ignoto attore più basso e con un poncho diverso, oltre che da primissimi piani riciclati da altre scene del film) si trova in un carcere statunitense. Viene portato da una guardia dal Direttore o una qualche altra anonima figura di autorità (Harry Dean Stanton), il quale lo invita a sedersi e gli dice che sarà lasciato libero solo se riporterà la pace al paese di San Miguel entro sessanta giorni, altrimenti verrà ricercato come qualunque altro prigioniero evaso. Lo avverte della situazione tra Rojo e Baxter e lo avvisa che non potrà contare su aiuti militari o indigeni, in quanto anche queste fazioni commerciano con i banditi, per poi lasciarlo andare in groppa a un cavallo (anziché del mulo che Leone fa arrivare a San Miguel). La scena è disponibile come contenuto extra nell'Edizione Speciale in DVD e Blu-ray disc per il mercato statunitense, insieme a un'intervista al regista sulla sua realizzazione.